# Pettsons julspel
Pettsons julspel är ett svenskt datorspel utvecklat av Alfabeta Gammafon Multimedia och bygger på barnboksserien om Pettson och Findus av Sven Nordqvist. Spelets manus skrevs av Felicia Feldt. I spelet hörs bland annat Gunnar Ernblad och Helge Skoog.

## Upplägg
Spelet består av diverse kluriga minispel som spelaren måste ta sig igenom och innehåller ett tvåspelarläge.

## Rollista
- Gunnar Ernblad
- Fia Slut
- Hilding Slut
- Helge Skoog – berättare[5]

## Mottagande
Spelet fick ett övervägande positivt mottagande av kritiker. Helsingborgs Dagblad gav spelet 5 av 5 i betyg och beskrev det som "kortare än de föregående [spel] men lika underhållande". Karin Torgny på Göteborgs-Posten gav spelet 4 av 5 i betyg och beskrev spelet som mindre omfattande och välbekant. Thomas Arnroth på TT Nyhetsbyrån gav spelet 3 av 5 och kallade det för en "prisvärd bagatell". Lasse Råde på Expressen gav spelet 2 av 5 i betyg och beskrev spelet som betydligt enklare och kortare än tidigare spel.